# Erioptera litostyla
Erioptera litostyla är en tvåvingeart som beskrevs av Alexander 1966. Erioptera litostyla ingår i släktet Erioptera och familjen småharkrankar. Inga underarter finns listade i Catalogue of Life.